# Лагутин, Михаил Александрович
Михаил Александрович Лагутин (1909-1944) — подполковник Рабоче-крестьянской Красной Армии, участник Великой Отечественной войны, Герой Советского Союза (1945).

## Биография
Михаил Лагутин родился 14 сентября 1910 года (год приведён по наградному листу, в справочнике — 1909) в селе Коренево (ныне — Кореневский район Курской области). После окончания семи классов школы работал машинистом на железной дороге. В 1929 году Лагутин был призван на службу в Рабоче-крестьянскую Красную Армию. В 1936 году он окончил Ленинградскую артиллерийскую школу. Участвовал в польском походе и советско-финской войне. С июня 1941 года — на фронтах Великой Отечественной войны. В 1943 году Лагутин окончил курсы усовершенствования командного состава.
К октябрю 1944 года подполковник Михаил Лагутин командовал 1509-м самоходным артиллерийским полком 2-го гвардейского механизированного корпуса 46-й армии 2-го Украинского фронта. Отличился во время освобождения Венгрии. 29 октября 1944 года полк Лагутина своим огнём поддержал действия танковых подразделений, благодаря чему был захвачен ряд важных опорных пунктов вражеской обороны. 4 ноября 1944 года к юго-востоку от Будапешта Лагутин организовал отражение трёх контратак противника, только лично уничтожив 7 вражеских танков. В том бою Лагутин погиб. Похоронен в городе Кечкемет.
Указом Президиума Верховного Совета СССР от 24 марта 1945 года подполковник Михаил Лагутин посмертно был удостоен высокого звания Героя Советского Союза. Также был награждён орденами Ленина и Красной Звезды, медалью.